# 駿台ホテル観光事業専門学校
駿台ホテル観光事業専門学校（すんだいホテルかんこうじぎょうせんもんがっこう）は、兵庫県神戸市東灘区向洋町中に存在した専修学校。設置者は学校法人駿河台南学園。

## 概要
1991年4月、駿台グループが経営する7番目の専門学校として六甲アイランドに開校した。当時は関西国際空港の開港にあわせてホテル建設ブームが起こり、業界では優秀な人材確保の問題が生じていた。そこで既に東京で駿台トラベル専門学校を経営する駿台が関西で時代の要請に答える形で開校した。2001年度まで生徒募集が行われていた。

## 沿革
- 1991年 開校
- 1992年 スチュワーデス科を設置
- 1995年 エアポートビジネス学科を設置

## 構成（2001年度）
- スチュワーデス・グランドホステス専科
- 観光研究科
- ホテル研究科
- テーマパーク研究科